# Hamlet Mxit'aryan
Hamlet Mxit’aryan (in armeno: Համլետ Մխիթարյան, in russo Гамлет Апетнакович Мхитарян?, Gamlet Apetnakovič Mchitarjan; Erevan, 14 settembre 1962 – Erevan, 2 maggio 1996) è stato un calciatore sovietico, dal 1991 armeno, di ruolo attaccante.

## Biografia
Suo figlio Henrix è un calciatore professionista.

## Carriera

### Club
Iniziò la carriera nel 1980 nell'Ararat, del cui attacco divenne uno dei leader. Nel 1984 segnò ben 18 reti nel campionato sovietico di massima divisione, piazzandosi secondo nella classifica dei marcatori del torneo, alle spalle di Serhij Andrjejev dell'SKA Rostov (autore di 19 reti), nella stagione in cui la sua squadra si classificò undicesima. Per aver realizzato tre triplette e una quaterna si aggiudicò il premio "Cavaliere d'attacco", assegnato dalla rivista Soviet Solder a chi avesse segnato con maggiore frequenza tre o più reti in una singola partita di campionato.
Nel 1988, dopo sette anni all'Ararat, si trasferì al Kotayk’ Abovyan, dove trascorse metà stagione. Nel luglio 1989 passò, infatti, all'ASOA Valence, squadra della comunità armena della Francia con sede a Valence, su suggerimento di Abraham Hayrapetyan. Aiutò la squadra transalpina a salire dal Championnat National (terza divisione) alla Ligue 2. Si trasferì poi all'Issy, altro club degli armeni stabilitisi in Francia, per il quale giocò solo per sei mesi, collezionando appena due presenze tra il 1994 e il 1995.
Di lì a poco gli fu diagnosticato un tumore al cervello e quando ormai la malattia non gli lasciò scampo decise di tornare a Erevan per morire in patria. Dopo tre operazioni chirurgiche in un anno, ogni speranza di continuare a vivere fu vanificata dal perdurare della malattia, che lo stroncò il 2 maggio 1996, a soli 33 anni d'età.

### Nazionale
Conta 2 presenze con la nazionale armena, ottenute nel 1994.

## Statistiche

### Cronologia presenze e reti in nazionale
| Cronologia completa delle presenze e delle reti in nazionale ― Armenia | Cronologia completa delle presenze e delle reti in nazionale ― Armenia | Cronologia completa delle presenze e delle reti in nazionale ― Armenia | Cronologia completa delle presenze e delle reti in nazionale ― Armenia | Cronologia completa delle presenze e delle reti in nazionale ― Armenia | Cronologia completa delle presenze e delle reti in nazionale ― Armenia | Cronologia completa delle presenze e delle reti in nazionale ― Armenia | Cronologia completa delle presenze e delle reti in nazionale ― Armenia |
| Data                                                                   | Città                                                                  | In casa                                                                | Risultato                                                              | Ospiti                                                                 | Competizione                                                           | Reti                                                                   | Note                                                                   |
| ---------------------------------------------------------------------- | ---------------------------------------------------------------------- | ---------------------------------------------------------------------- | ---------------------------------------------------------------------- | ---------------------------------------------------------------------- | ---------------------------------------------------------------------- | ---------------------------------------------------------------------- | ---------------------------------------------------------------------- |
| 7-9-1994                                                               | Anderlecht                                                             | Belgio                                                                 | 2 – 0                                                                  | Armenia                                                                | Qual. Euro 1996                                                        | -                                                                      | 76’                                                                    |
| 8-10-1994                                                              | Erevan                                                                 | Armenia                                                                | 0 – 0                                                                  | Cipro                                                                  | Qual. Euro 1996                                                        | -                                                                      | 80’                                                                    |
| Totale                                                                 |                                                                        | Presenze                                                               | 2                                                                      |                                                                        | Reti                                                                   | 0                                                                      |                                                                        |